# Palais de Marbre (Kinshasa)
Pour les articles homonymes, voir Palais de Marbre.
Le palais de Marbre est un palais de Kinshasa, situé sur les collines de la commune de Ngaliema dans le quartier résidentiel de Ma Campagne, non loin du Mont-Fleury. Il est utilisé comme résidence d’hôte lors de certaines visites officielles.

## Description
Le palais de Marbre est blanc. Il se situe dans un parc qui a la forme de la république démocratique du Congo, à 430 mètres d'altitude, ce qui offre une des meilleures vues de toute la ville (dont la majeure partie se trouve entre 280 et 350 mètres). À son entrée principale, on trouve la statue d'un lion prodigieux. Des militaires y montent la garde.

## Histoire
Conçu par l’architecte Fernand Tala-Ngai dans les années 70, à la demande du directeur de la banque nationale du Zaïre, pour son propre usage, le palais de Marbre est confisqué par le président Mobutu Sese Seko qui décide d'en faire, quelques mois plus tard, l'un de ses (nombreux) palais.
En 1997, Laurent-Désiré Kabila en fait sa résidence. Le 16 janvier 2001, il y est assassiné d'une balle dans la poitrine par un de ses gardes-du-corps. 
À l'heure actuelle, c'est sa veuve et une partie de la famille qui y  résident, bien que le site soit encore parfois utilisé lors de certaines visites officielles.

## Tourisme
Le palais de Marbre est ouvert au public et aux touristes deux jours par an : le 16 janvier et le 17 janvier. Le site ouvre à 8:00 du matin et ferme à 18:00. Les militaires demandent généralement 1 000 francs (0,60€) par personne[réf. nécessaire]. On appelle ces deux jours, fériés « les jours des martyrs » ; le premier martyr étant Patrice-Émery Lumumba, assassiné le 17 janvier 1961, à Lubumbashi, et le deuxième Laurent-Désiré Kabila, assassiné au palais de Marbre, le 16 janvier 2001. 
C'est la pièce où Laurent-Désiré Kabila a été abattu à bout portant qui est visitable. Elle est restée intacte, y compris le fauteuil taché de sang. On peut aussi admirer des photos retraçant son combat politique, depuis le maquis jusqu'à sa prise de pouvoir, le 17 mai 1997, et des œuvres d'art fabriquées à sa gloire. La visite est très populaire. Des milliers de personnes se rendent sur place chaque année,.